# 삼교합일
삼교합일(三敎合一)은 유교, 불교, 도교를 융합하는 것을 말한다.

## 역사
후한 말기에 대두되어 진(晉)나라와 송나라, 제(齊)나라와 양(梁)나라 때에 걸쳐 논의되었고 수나라와 당나라 때에도 논의되었다.
당나라(618~907) 시대의 도교는 장릉(34~156)이 창교한 최초의 오두미도가 주장한 부록파(附錄派: 부적 · 주문을 이용해 기복을 구하는 파)적인 질병 구축의 차원을 넘어서, 도교와 불교가 같은 가르침이라는 도불 일치설(道佛一致說) 또는 도교 · 불교 · 유교의 근본 또는 뿌리가 같은 것이라는 삼교 동근설(三敎同根說)을 펼쳤으며 또한 《좌망론(坐忘論)》이나 《현강론(玄綱論)》등을 펼쳐 도교의 철리를 정리하였다.

## 참고 문헌
- 이 문서에는 다음커뮤니케이션(현 카카오)에서 GFDL 또는 CC-SA 라이선스로 배포한 글로벌 세계대백과사전의 내용을 기초로 작성된 글이 포함되어 있습니다.